# Stanisław Herakliusz Lubomirski
Ne doit pas être confondu avec Stanisław Lubomirski (1583-1649), Stanisław Lubomirski (1704-1793) ou Stanisław Lubomirski (1722-1782).
Stanisław Herakliusz Lubomirski, armoiries Szreniawa bez Krzyża, né le 4 mars 1642 et mort le 17 janvier 1702 à Ujazdów, est un prince polonais, intendant (Podstoli) de la Couronne (1669), maréchal de la cour de la Couronne (1673), grand maréchal de la Couronne (1676) et staroste de Spisz. Écrivain et savant.

## Biographie
Stanisław Herakliusz Lubomirski est le fils de Jerzy Sebastian Lubomirski (1616-1667) et de Konstancja née Ligęza (morte en 1648).
Il combat dans les guerres contre la Suède et la Hongrie et participe avec son père au siège de Toruń (en) en 1658. Il est partisan de la Vivente rege (en) qui permet d'élire un successeur au roi, du vivant de celui-ci. Il défend également la politique du parti français de la reine Louise-Marie de Gonzague. En 1665-1666, il refuse de se joindre à la rébellion (en) conduite par son père contre Jan II Kazimierz Vasa et sert de médiateur entre les rebelles et le roi.
Il effectue de nombreuses missions diplomatiques en France, en Italie et en Espagne. Il s'oppose à l'abdication du roi Jan II Kazimierz en 1668. En tant que maréchal de la Diète, il préside la Diète électorale du 2 mai au 19 juin 1669 et la Diète ordinaire du 9 septembre au 31 octobre 1670 à Varsovie. Pendant l'interrègne de 1673-1674, il soutient la candidature de son ami, Jan III Sobieski au trône de Pologne.
Dans les années 1676-1679 il construit une résidence d'été à Puławy. En 1678, il achète Mokotów près de Varsovie, puis les villages environnants de Służew (pl) et Służewiec (pl). En 1691, il fonde un monastère et une église Bernardine à Czerniaków. Il s'occupe de la reconstruction du château de Łańcut, incendié en 1688.
Il est célèbre pour ses œuvres littéraires et scientifiques. Il écrit des poèmes, des pièces de théâtre et des essais philosophiques, religieux et historiques. Il est le fondateur et bienfaiteur des écoles et des églises.

## Mariages et descendance
En 1669, il épouse Zofia née Opalińska (1642-1675), fille du maréchal de la cour Łukasz Opaliński (en) (1612–1666). Ils ont une fille : Elżbieta Helena (1669/1670-1729), épouse d'Adam Mikołaj Sieniawski
En 1676, il épouse Elżbieta née Denhoff (morte en 1702), fille du chambellan de la Couronne Teodor Denhoff (pl). Ils ont trois enfants  Józef  (vers 1676–1732), Teodor (1683-1745) et Franciszek Lubomirski (en) (mort en 1721).

## Sources
- (en) Cet article est partiellement ou en totalité issu de l’article de Wikipédia en anglais intitulé « Stanisław Herakliusz Lubomirski » (voir la liste des auteurs).

- (pl) Cet article est partiellement ou en totalité issu de l’article de Wikipédia en polonais intitulé « Stanisław Herakliusz Lubomirski » (voir la liste des auteurs).